# Самарский научно-технический комплекс имени Н. Д. Кузнецова

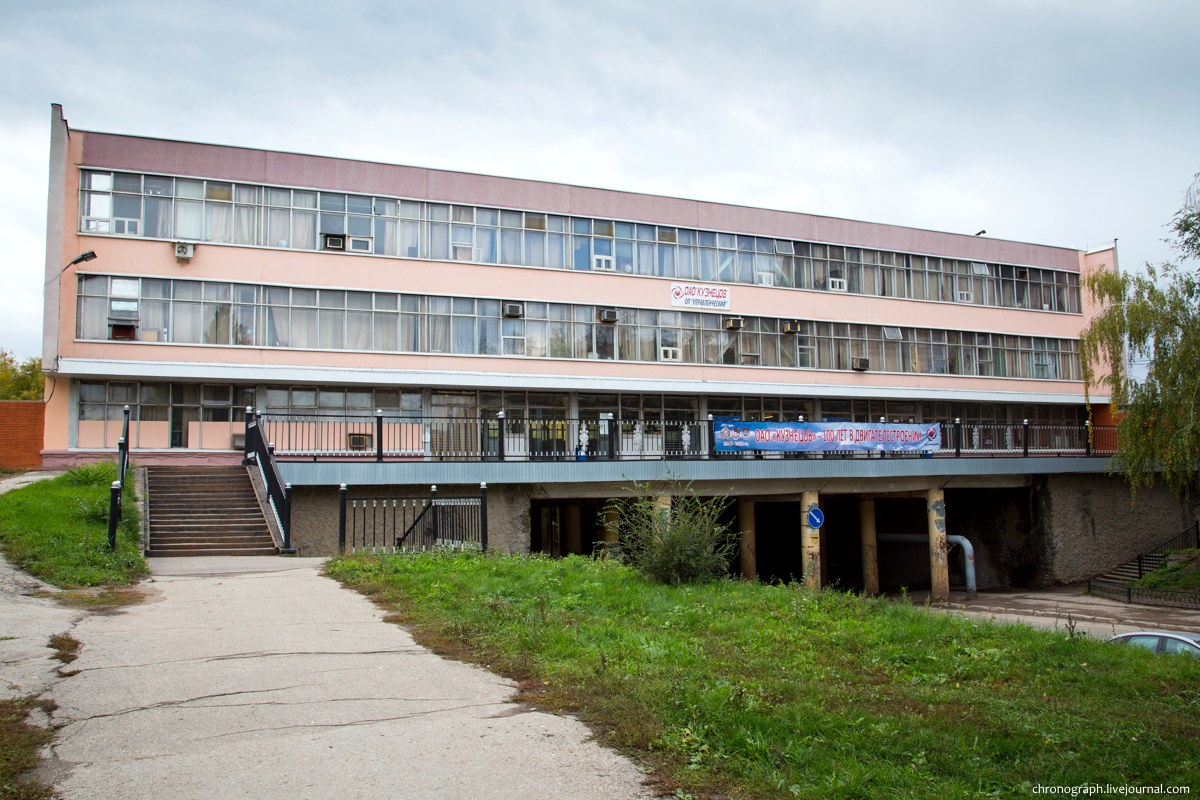
Управление СНТК им. Кузнецова. Посёлок Управленческий

СНТК имени Н. Д. Кузнецова (Самарский научно-технический комплекс имени Николая Кузнецова), более ранние наименования — Государственный союзный опытный завод № 2, Завод № 276, Куйбышевский моторный завод, Куйбышевское научно-производственное объединение «Труд», — существовавшее ранее двигателестроительное предприятие, располагавшееся в Самаре. Крупнейшее в СНГ предприятие по разработке и созданию авиационных двигателей. С июня 2011 года присоединено к ОАО «Кузнецов».
Разработчик авиадвигателей марки НК (ранее под маркой ТВ) для военной и гражданской авиации, ракетных двигателей, двигателей для газоперекачивающих установок и электростанций на базе авиадвигателей.

## История
В 1946 году на базе завода № 145 имени С. М. Кирова в посёлке Управленческий близ города Куйбышева (ныне город Самара) был создан Государственный Союзный Опытный завод № 2 Министерства авиационной промышленности СССР. Его задачей стала разработка авиационных турбореактивных и турбовинтовых двигателей. Директором завода был назначен Н. М. Олехнович. Для работы на предприятии осенью 1946 года сюда были перевезены сотни квалифицированных рабочих и опытных инженерно-технических работников из Германии с предприятий «Юнкерс», «БМВ» и «Аскания».
В мае 1949 года руководителем и Главным конструктором завода был назначен Николай Дмитриевич Кузнецов (позднее назначен Генеральным конструктором). В июне 1953 завод № 2 был переименован в Государственный Союзный опытный завод № 276. 12 июля 1957 года завод № 276 был награждён орденом Ленина.

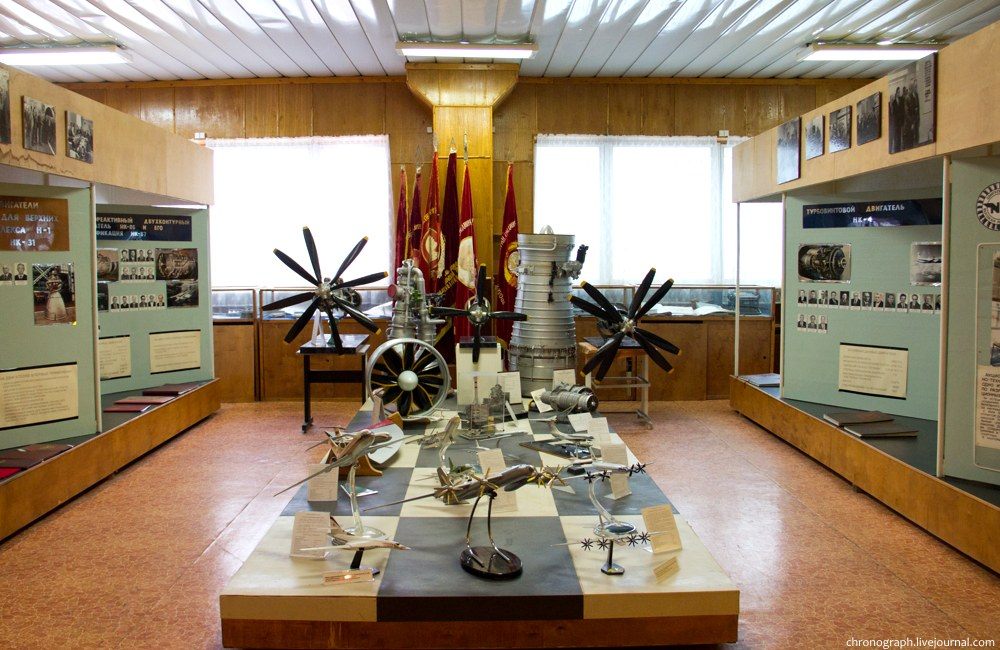
Музей СНТК

С июня 1967 года опытный завод № 276 стал называться "Куйбышевский моторный завод Министерства авиационной промышленности СССР".
В июле 1981 года приказом Министерства авиационной промышленности создано Куйбышевское научно-производственное объединение «Труд». В него вошли Куйбышевский моторный завод, Куйбышевское конструкторское бюро машиностроения и Казанское проектное бюро машиностроения. Объединение возглавил Н. Д. Кузнецов.
С 25 января 1991 года предприятие стало называться Самарское Государственное научно-производственное предприятие «Труд» (СГНПП «Труд»).
В июне 1993 года руководителем СГНПП «Труд» назначен Евгений Александрович Гриценко. В июне 1994 года предприятие преобразовано в АО «Самарский научно-технический комплекс „Двигатели НК“» (сокращённо АО СНТК «Двигатели НК»). В январе 1996 года АО СНТК «Двигатели НК» переименовано в АО «Самарский научно-технический комплекс имени Н. Д. Кузнецова» (сокращённо АО «СНТК им. Н. Д. Кузнецова»).
27 июня 2011 года ОАО «СНТК им. Н. Д. Кузнецова» вместе с ОАО «Самарское конструкторское бюро машиностроения» и ОАО "НПО «Поволжский АвиТИ» присоединилось к ОАО «Кузнецов» (до 2010 года называвшееся ОАО «Моторостроитель»).

## Продукция

### Авиационные двигатели

#### РД-12/РД-14
Под руководством Н. Д. Кузнецова в Уфимском ОКБ разрабатывались турбореактивные двигатели РД-12 и РД-14. Проектирование РД-12 взлётной тягой 3000 кгс было начато в 1947 году. В 1948 году был разработан двигатель РД-14 взлётной тягой 1500 кгс (предназначался для двухмоторного истребителя). В 1948 году Уфимское ОКБ было расформировано, а все работы прекращены.

#### РД-20
Под индексом РД-20 на Казанском объединённом заводе № 16 был поставлен на серийное производство турбореактивный двигатель BMW-109-003A.

#### ГТ-30
Газовая турбина ГТ-30 мощностью 30000 л. с. была разработана в марте 1948 года.

#### ТВ-022

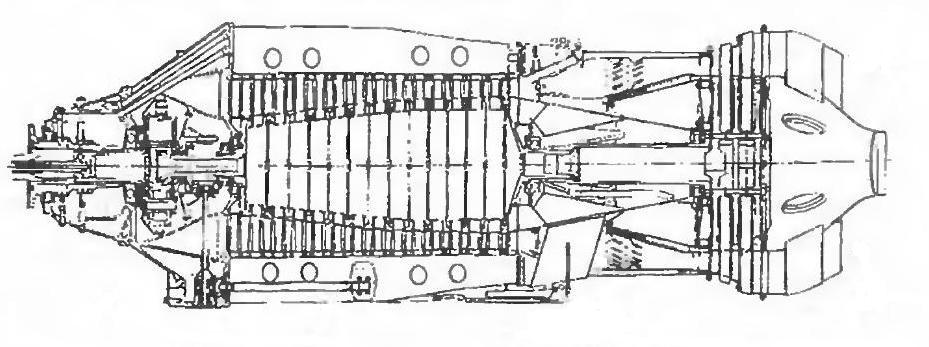
ТВ-022

В 1949 году, после назначения Н. Д. Кузнецова, направление разработок предприятия смещается в сторону мощных газотурбинных двигателей. По распоряжению Кузнецова все текущие проекты были свёрнуты, а силы сконцентрированы на создании мощного турбовинтового двигателя ТВ-022. По сути ТВ-022 был воспроизводством немецкого ГТД JUMO-022. При сухой массе 1700 кг двигатель развил взлётную эквивалентную мощность 5114 э. л. с.

#### ТВ-2
ТВ-2 является модификацией двигателя ТВ-022. При взлётной мощности 6250 л. с. двигатель показал лучшую экономичность (до 15 % в различных режимах), а также больший ресурс двигателя, который составил 200 часов.
В конце 1940-х годов в ОКБ Туполева велась разработка проекта стратегического межконтинентального носителя ядерного оружия. Стало понятно, что наиболее приемлемым вариантом является самолёт массой около 200 тонн с четырьмя турбовинтовыми двигателями мощностью 12-15 тысяч л. с. В то время в мире таких двигателей не существовало. В итоге был разработан двигатель 2ТВ-2Ф, представлявший собой два форсированных двигателя ТВ-2Ф, расположенных рядом и передающих мощность на два соосных винта. Позднее вместо 2ТВ-2Ф был использован более совершенный двигатель ТВ-12.

#### НК-12

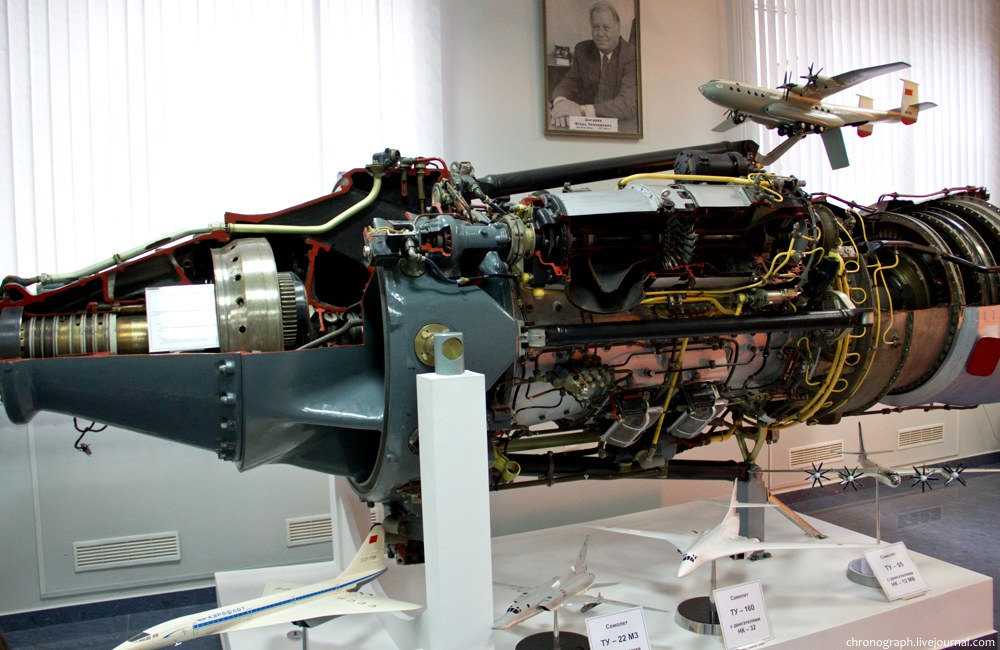
НК-12МВ

Новый турбовинтовой двигатель с соосными винтами предназначался для создаваемого стратегического бомбардировщика Ту-95. Первоначальное название — ТВ-12, позднее был переименован в НК-12 (в честь создателя Николая Кузнецова). Двигатель НК-12 на сегодняшний момент является самым мощным турбовинтовым двигателем в мире. Его отличают высокая надёжность и экономичность. Созданный в 1952 году, он активно эксплуатируется в настоящее время Дальней авиацией России. Было разработано большое число модификаций данного двигателя. Двигателями НК-12 оснащались стратегический бомбардировщик Ту-95, транспортный самолёт Ан-22, пассажирский Ту-114 и их модификации.

#### НК-4
В 1955 году было принято решение о разработке турбовинтового двигателя для самолётов Ан-10 и Ил-18. Двигатель был создан уже в 1956 году. Взлётная мощность 4000 л. с.

#### НК-14А
Проект авиационной ядерной силовой установки разрабатывался в конце 1950-х годов для установки на самолёт Ту-119.

#### НК-6
НК-6 стал первым отечественным двухконтурным двигателем. На время разработки являлся самым мощным в мире (взлётная тяга 22000 кгс). Планировалось устанавливать НК-6 на сверхзвуковом бомбардировщике Ту-22 и ударном беспилотном самолёте Ту-123. Первые испытания прошёл в мае 1958 года. В 1963 году все работы были свёрнуты.

#### НК-8
Двухконтурный турбовентиляторный двигатель, созданный на основе опыта, полученного при разработке НК-6. Широко распространены следующие модификации:
- НК-8 — базовый двигатель взлётной тягой 9500 даН, разрабатывавшийся для Ил-62.
- НК-8-2 — модификация двигателя для установки на Ту-154;
- НК-8-2У — развитие двигателя НК-8-2, отличается увеличенной до 10500 даН тягой и лучшей экономичностью;
- НК-8-4 — модификация двигателя, устанавливавшаяся на серийные Ил-62;
- НК-8-6 (в серии — НК-86, см. также информацию ниже) — дальнейшее развитие двигателя с увеличенной до 13000 даН тягой, электронной системой управления и другими нововведениями. Разработан для установки на широкофюзеляжный самолёт Ил-86.

#### НК-22
Наработки, полученные при разработке двигателей НК-6 и НК-144, были использованы при проектировании турбореактивного двухконтурного двигателя с форсажной камерой (ТРДДФ) НК-22 тягой 20 000 кгс. Новые двигатели предназначались для сверхзвуковых дальних бомбардировщиков Ту-22М.

#### НК-25
НК-25 является развитием двигателя НК-22. Наряду с НК-32 является одним из самых мощных авиационных двигателей в мире. НК-25 разрабатывался с 1971 года как двухконтурный турбореактивный трёхкаскадный двигатель с общей форсажной камерой и электронной системой управления.

#### НК-26
Авиационный турбовинтовой двигатель НК-26 мощностью 14930 л. с. разрабатывался в 1993 году для применения на экранопланах.

#### НК-32
НК-32 — двухконтурный турбореактивный трёхвальный двигатель с общей форсажной камерой (ТРДДФ). Является одним из самых крупных и мощных авиационных двигателей в мире. Разработка началась в 1977 году. Серийное производство с 1983 года по настоящее время. В настоящее время используется на стратегических бомбардировщиках-ракетоносцах Ту-160.
В рамках разработки сверхзвукового пассажирского самолёта (СПС) второго поколения был разработан двигатель НК-321, ставший развитием НК-32.

#### НК-34
Проект турбореактивного двигателя для установки на гидросамолётах. Разрабатывался в 1988 году. Расчётная взлётная тяга 15000 кгс.

#### НК-44
Двигатель НК-44 с взлётной тягой 40000 з 45000 кгс (431,4 кН) и удельным расходом топлива на крейсерском режиме 0,54 кг/кгс*ч

#### НК-56
Двигатель НК-56 .Тяга двигателя на взлётном режиме — 18000 кгс, на крейсерском режиме — 3600 кгс при удельном расходе топлива 0,58 кг/кгс·ч. Для получения этих характеристик выбраны следующие параметры термодинамического цикла: степень повышения давления — 23 (на крейсерском режиме — 25,5), степень двухконтурности — 5, максимальная температура газов перед турбиной — 1571 К. Разрабатывался с 1979—1983 гг. как двигатель для перспективных тяжёлых транспортных и пассажирских самолётов. Ил-96 проектировался под НК-56 .Работы по двигателю были прекращены, так как в серию пошёл ПС-90.

#### НК-64
НК-64 разрабатывался для самолёта Ту-204. Двигатель имел следующие параметры: взлётная тяга — 16 тонн при удельном расходе топлива 0,37 кг/кгс·ч; крейсерская тяга — 3500 кгс при удельном расходе топлива 0,58 кг/кгс·ч. Для обеспечения требуемых данных были выбраны следующие параметры термодинамического цикла: степень повышения давления — 23,5; максимальная температура газов перед турбиной — 1548 К; степень двухконтурности — 4,33.

#### НК-62
Демонстрационный двигатель, получивший наименование НК-62, был сконструирован довольно просто: к двигателю НК-25 без форсажной камеры был прикреплён в новом корпусе редуктор двигателя НК-12МА. Вентилятор был выполнен двухступенчатым с одной подпорной ступенью. Таким образом, НК-62 представлял собой трёхвальный двухконтурный двигатель, вентилятор которого через редуктор был соединён с тянущим воздушным винтом, две ступени которого вращались в противоположные стороны (винт АВ-90)Первый экземпляр демонстрационного двигателя показал возможность получения взлётной тяги без форсажа — 25 тонн при удельном расходе топлива 0,29 кг/кгс·ч, что, по расчёту, должно было обеспечить на крейсерском полёте удельный расход топлива 0,480 кг/кгс·ч. Во время экспериментальных испытаний на открытом акустическом стенде «Химзавода» была получена взлётная тяга до 29 тонн. Применения этот тип двигателя не нашёл, но проведённые исследования вплотную подвели коллектив ОКБ к проблеме создания винтовентиляторного двигателя с большой степенью двухконтурности.

#### НК-63
Одним из первых был проработан и выпущен проект двигателя НК-63 со взлётной тягой 30 тонн для широкофюзеляжных большой вместимости пассажирских и большегрузных транспортных самолётов. НК-63 был скомпонован из двигателя НК-32 и двухступенчатого закапотированного винтовентилятора, расположенного впереди компрессора. Газовоздушный тракт был усовершенствован с учётом мероприятий по увеличению КПД компрессора и турбины. Винтовентилятор состоял из двухсоосных ступеней, вращающихся в противоположных направлениях. Поворотные лопасти обеспечивали отрицательную тягу при реверсировании. Было предусмотрено широкое применение звукопоглощающих конструкций. Как было отмечено ранее, за рубежом уже рассматривали применение двигателей больших тяг, но в конце 1980-х годов наши самолётчики к этому ещё не подошли, и двигатель НК-63 не был востребован.

#### НК-65
Двигатель НК-65 (Проект) взлётной тягой 30 000 кгс разрабатывается для модернизированного самолёта Ан-124 «Руслан».

#### НК-74
27 000 кгс для Ту-160 модификация

#### НК-86
Двигатель НК-86 взлётной тягой 13 300 кгс разрабатывался для широкофюзеляжного пассажирского самолёта Ил-86. На НК-86 были широко применены звукопоглощающие конструкции, использовалась система диагностики двигателя, электронная система управления двигателем, а также система защиты при обрыве лопаток компрессора. Начало эксплуатации в 1981 году.

#### НК-92
Двигатель НК-92 разрабатывался до 1986 для военного использования. По некоторым сведениям, специально для четырёхмоторного стратегического «грузовика» Ил-106. А также указан в проектах Ил-96MK и Ил-90-200. Но ни один из этих проектов не был осуществлён. При главном проектировщике Валентине Анисимове (начиная с 1986 года) разработка сосредоточилась на меньшем НК-93. На момент создания НК-92 представлял собой новый тип газотурбинных двигателей со сверхвысокой степенью двухконтурности, уникальными параметрами удельной тяги и экономичности.

#### НК-93

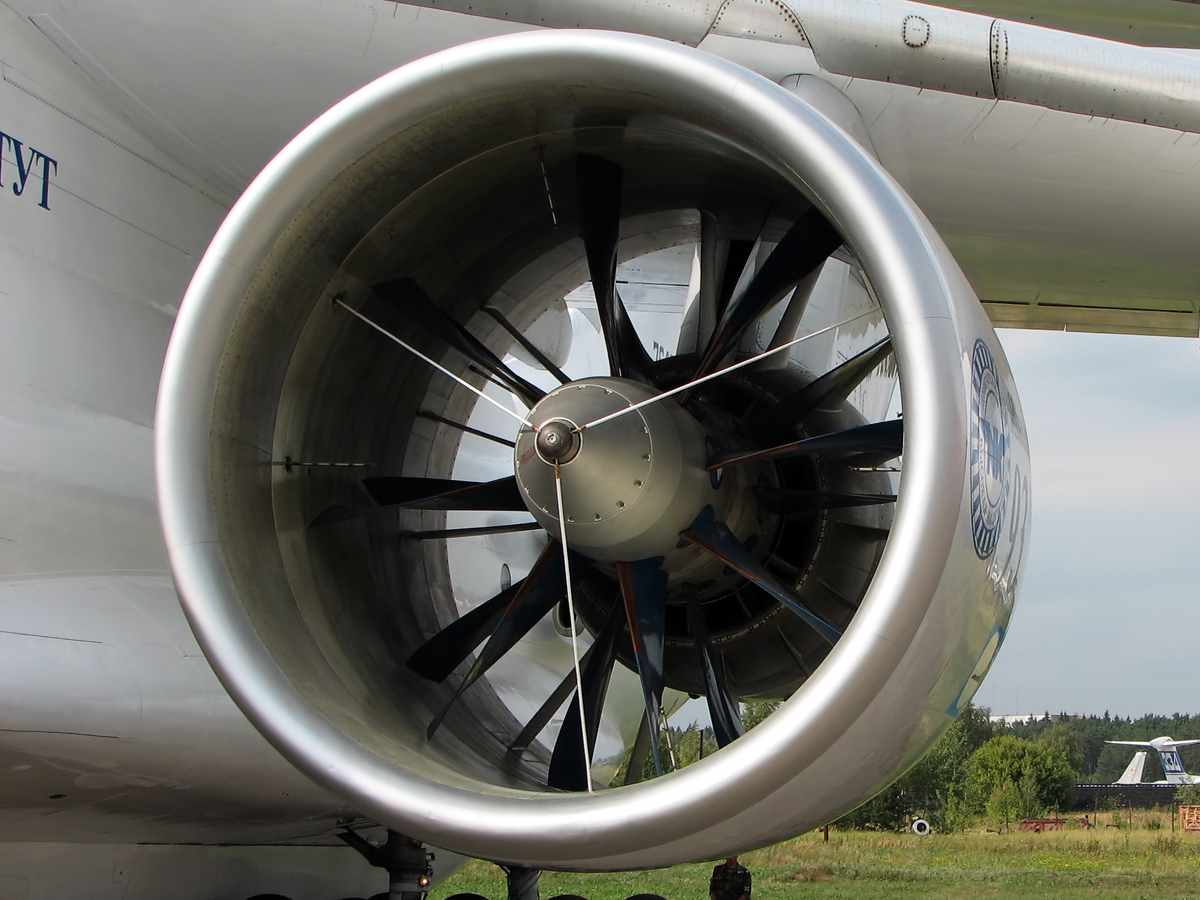
НК-93 на Ил-76ЛЛ

Винтовентиляторный капотированный реактивный двигатель НК-93 является, по сути, гражданской версией и дальнейшим развитием НК-92, так как перенял от него ряд конструктивных особенностей. Двигатель предназначен для магистральных самолётов средней и большой дальности Ил-96, Ту-204 и перспективного грузового Ту-330. Данный двигатель содержит элементы, характерные для турбовинтовых и турбореактивных двигателей (например, у НК-93 есть кольцо вокруг вентиляторов, что характерно для турбовентиляторных двигателей), всё это должно привести к высоким показателям по тяге, удельному расходу топлива, ресурсу.
Технические характеристики:
- тяга на взлётном режиме (Н=0, М=0,САУ) — 18 тонн;
- удельный расход топлива на крейсерском режиме — 0,49 кг/(кгс⋅ч);
- степень двухконтурности — 16,6;
- степень повышения давления — 37;
- диаметр винтовентилятора — 2900 мм;
- длина — 5972 мм;
- сухая масса — 3500 кг;
- поставочная масса — 6364 кг[6];
- ресурс: назначенный — 15 000 ч, до первого капитального ремонта — 7500 ч.[7]

НК-93 начали разрабатывать в конце 1980-х годов, а в 1993-м предполагалось ввести его в эксплуатацию. 

С 1998 года к освоению НК-93 подключилось Казанское моторостроительное производственное объединение (КМПО), в кооперации с ОАО «Моторостроитель» (сейчас ОАО «Кузнецов»), ОАО «Металлист — Самара» и НПП «Аэросила», но из-за отсутствия финансирования работы были завершены в 2004 году.
Двигатель НК-93 был показан на авиашоу МАКС 2007 года на стенде самолёта Ил-76. 

К 2012 г. КМПО освоило серийный выпуск наземного[прояснить] двигателя НК-38СТ, который является(-ся?) прототипом НК-93.

#### НК-104
Проект двухконтурного двигателя НК-104 взлётной тягой 11000 кгс разрабатывался в 1989 году.

#### НК-105А
Проект двухконтурного двигателя НК-105А взлётной тягой 12000 кгс разрабатывался в 1990 году.

#### НК-104а
НК-104А с тягой 12 тонн для самолёта Ту-234 на основе газогенератора от НК-93

#### НК-110
Двигатель НК-110 с взлётной тягой 18000 кгс (177 кН) прошёл первые испытания в декабре 1988 г. Возможно, он предназначался для супераэробуса ОКБ им. А. Н. Туполева Ту-404. В варианте «летающее крыло» этот самолёт должен был иметь 6 двигателей с толкающими соосными винтами. Этот двигатель был выполнен по трёхвальной схеме с толкающим винтовентилятором, состоящим из двух соосных восьмилопастных ступеней, диаметром 4,7 м, вращающихся в противоположные стороны. Лопатки ступеней могли изменять угол установки в зависимости от потребляемой винтовентилятором мощности. Привод винтовентилятора осуществлялся трёхступенчатой турбиной через планетарный дифференциальный редуктор. НК-110 имел не закапотированный винтовентилятор и закладывался со следующими параметрами: взлётная тяга — 18 тонн, мощность передаваемая на винтовентилятор, — 19300 л. с., удельный расход топлива на крейсерском режиме — 0,44 кг/кгс·ч, степень повышения давления на крейсерском режиме — 39,1 и 26,1 на взлётном режиме, тяга на крейсерском режиме — 3500 кгс, максимальная температура газа перед турбиной — 1620 К. Создать такой двигатель на уже имевшемся унифицированном газогенераторе было нельзя, поэтому был разработан новый двигатель с двухкаскадным газогенератором. За турбиной низкого давления располагалась трёхступенчатая турбина привода винтовентилятора, которая через дифференциально-планетарный редуктор приводила во вращение двухступенчатый винтовентилятор противоположного вращения. Камера сгорания — многофорсуночная, как на НК-64.

#### НК-114
Двигатель на основе газогенератора НК-93 для самолёта ИЛ-76 со взлётной тягой (Н=0, М=0, САУ) — 14000 кгс

#### НК-144
Использовался на советском сверхзвуковом пассажирском самолёте Ту-144.

#### НК-256
СНТК им. Н. Д. Кузнецова распространил на выставке «Двигатели-2008» информацию о разрабатываемом им перспективном ТРДД со сверхбольшой степенью двухконтурности и полным электрическим управлением НК-256, предназначенном для применения на магистральных пассажирских и транспортных самолётах. Двигатель с закапотированным редукторным вентилятором диаметром 1967 мм имеет взлётную тягу 20 тс и максимальную — 22 тс. Удельный расход топлива на взлётном режиме — 0,336кг/кгсч, на крейсерском — 0,56 кг/кгсч. Максимальная температура газа перед турбиной определена в 1451 К. Масса НК-256 в состоянии поставки оценивается в 3900 кг.

### Наземные газотурбинные двигатели
Газотурбинные авиационные двигатели нашли наземное применение на газоперекачивающих станциях магистральных газопроводов в качестве привода электрогенератора, центробежного нагнетателя. При этом двигатель работает от газа, который перекачивается.

#### НК-12СТ

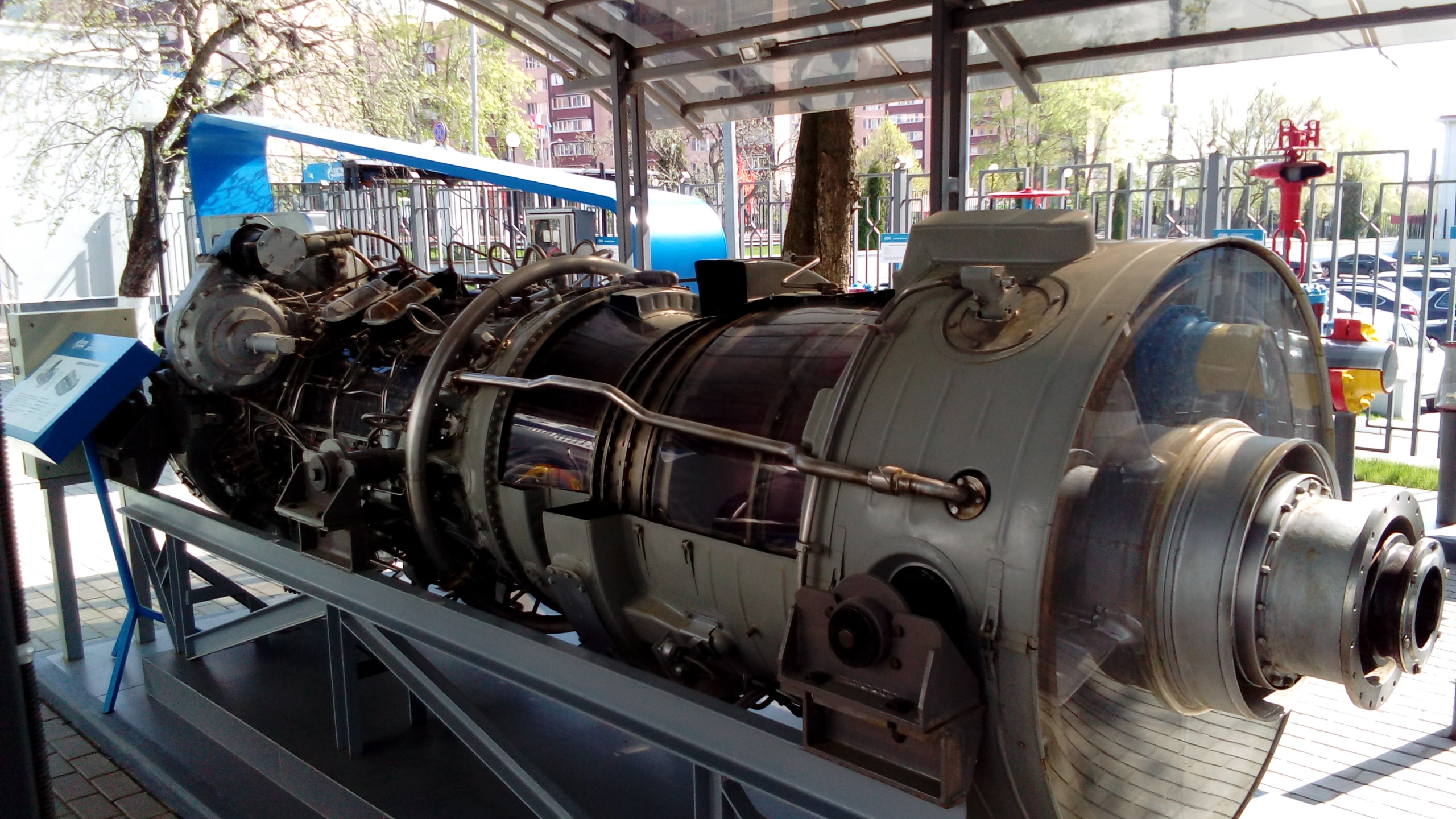
Газотурбинный двигатель НК-12СТ, используется на магистральных газопроводах ООО «Газпром трансгаз Москва» с 1981 года. По состоянию на 2018 год, в ООО «Газпром Трансгаз Москва» эксплуатируется тридцать таких двигателей.

НК-12СТ — первый газотурбинный двигатель наземного применения. Был спроектирован в 1964 году на базе наиболее мощного и надёжного турбовинтового двигателя НК-12. Серийное производство начато в 1974 году. В 1990 году прошла испытания модификация НК-12СТ-8. Двигатель предназначен для использования в магистральных газопроводах. Изготовлено серийно около 2000 экземпляров. Производитель — ОАО «Моторостроитель» (г. Самара).

#### НК-16СТ
НК-16СТ — газотурбинный двигатель наземного применения, спроектированный на базе двигателя НК-8. Серийно выпускается с 1982 году в Казани. Используется в качестве привода электрогенератора, центробежного нагнетателя на газоперекачивающих станциях.

#### НК-17СТ
НК-17/НК-17СТ — проект двигателя мощностью 16 МВт, модификация НК-16СТ.

#### НК-18СТ
НК-18СТ — модификация двигателя НК-16СТ мощностью 18 МВт. Разработан в 1992 году. В 1995 году начато серийное производство в ОАО «Казанское моторостроительное ПО».

#### НК-36СТ
НК-36СТ — газотурбинный двигатель наземного применения, разработанный на базе авиационного двигателя НК-25. Мощность 25 Мвт. Заводские испытания проведены в 1990 году.

#### НК-37СТ
НК-37/НК-37СТ — модификация НК-36СТ мощностью 25 МВт. Испытания прошли в 1992 году. Производится в ОАО «Мотостроитель» с 1996 года.

#### НК-38СТ
НК-38СТ — газотурбинный двигатель наземного применения, спроектированный на базе авиационного двигателя НК-93. Мощность 16 МВт. Государственные испытания проведены в 1995 году. В серийном производстве с 1998 года.
https://web.archive.org/web/20120526045805/http://www.russianeconomy.ru/Interviews/DetailsView.aspx?ID=317
Вот что писали в 2007 г 3 квартал про НK-38
http://www.s-ng.ru/magazin/20/publ.php?id=62
Куйбышевские-самарские двигатели «НК» исправно транспортируют примерно треть добываемого газа из Сибири в европейскую часть России и далее, за границу. http://www.altrs.narod.ru/F/File2_1.htm
В настоящее время в опытной эксплуатации находится НК-38СТ — газотурбинный привод с высоким КПД для компрессора газоперекачивающих станций. Ещё в 2001 г в ноябре(? примерно) был подписан контракт между ЗАО «Мотор-лизинг» и компанией «Тюменьтрансгаз» о продаже в лизинг нового современного двигателя НК-38 к газоперекачивающей станции ГПА-16 «Волга».
Двигатель разработан на базе высокоэффективного газогенератора современного авиационного двигателя НК-93 и удовлетворяет требованиям, предъявляемым к газотурбинным установкам нового поколения. За период эксплуатации в составе модернизированного ГПА двигатель НК-38СТ показал прекрасные эксплуатационные характеристики:
расход топливного газа при мощности на валу нагнетателя 16 МВт не превышает 0,867 кг/с, что в 1,5 раза меньше расхода двигателя НК-16СТ.
КПД двигателя в стационарных условиях составил более 36,5 %, расход масла — 0,38 кг/час, уровень шума снизился с 102 до 87 Дб.
Работы по НК-38СT выполнялись по заказу ОАО «Тюменьтрансгаз», которое намерено переоснастить свои магистральные газопроводы. HК-38 работает от газа, который сжимается.
Перспективным направлением для Казанского моторостроительного производственного объединения (КМПО) является модернизация газотурбинного привода НК-16-18СТ и доведение КПД — до 34 %, доведение ресурса НК-38СТ до 100000 часов и КПД — до 38 % в условиях станции, что заложит фундамент будущих поставок в адрес эксплуатирующих организаций ОАО «Газпром».
http://www.informprom.ru/news_full.html?id=13383 (недоступная+ссылка)
Возможно, что в 2008 г СНТК Кузнецова и Моторостроитель не смогли выпустить для КМПО комплектующие для НК-38СT (у них не хватило мощностей), поэтому на казанском производственном предприятии решили все изготавливать у себя.

#### НК-39
НК-39 — проект 1989 года на 16 МВт, привод электрогенератора.

#### НК-14СТ-10
НК-14СТ-10 — проект 2000 года на 10 МВт, привод ГПА.

#### НК-14Э
НК-14Э — проект 2000 года на 10 МВт, привод электрогенератора.

#### НК-91
НК-91 — проект 1989 года на 20 МВт, привод электрогенератора.

### Жидкостные ракетные двигатели

#### НК-9(8Д517)
С мая 1959 года начата разработка жидкостных ракетных двигателей. Одним из первых разработанных ЖРД был двигатель НК-9. НК-9 предназначался для первой ступени межконтинентальной ракеты ГР-1 «Глобальная-1» (SS-10 по классификации НАТО).
Для второй ступени данной ракеты был разработан двигатель НК-9В. Его испытания начались в 1962 году.
В начале 1960-х годов на базе НК-9 были созданы ЖРД НК-19 и НК-21 для третьей и четвёртой ступеней ракеты-носителя Н1.

#### НК-15(11Д51)
Разработан в 1962-67 годах для первой ступени ракеты-носителя Н1 (30 двигателей) с использованием опыта по ЖРД 8Д717 (связка из четырёх НК-9) и 8Д517 (одиночный НК-9). Дата первого испытания — декабрь 1963 года. Государственные испытания завершены в октябре 1967 года. Первый запуск в составе РН Н1 выполнен в 1969 году, последний — в 1972 году. Компоненты топлива — жидкий кислород и керосин.

#### НК-19(11Д53)
Разработан на базе НК-9. Первое испытание проведено в июле 1964 года. Государственные испытания проведены в октябре 1967 года. Взлётная тяга 46000 кгс.

#### НК-21(11Д59)
Разработан на базе НК-9. Первое испытание проведено в сентябре 1965 года. Государственные испытания проведены в декабре 1967 года. Взлётная тяга 40000 кгс.

#### НК-33(11Д111)

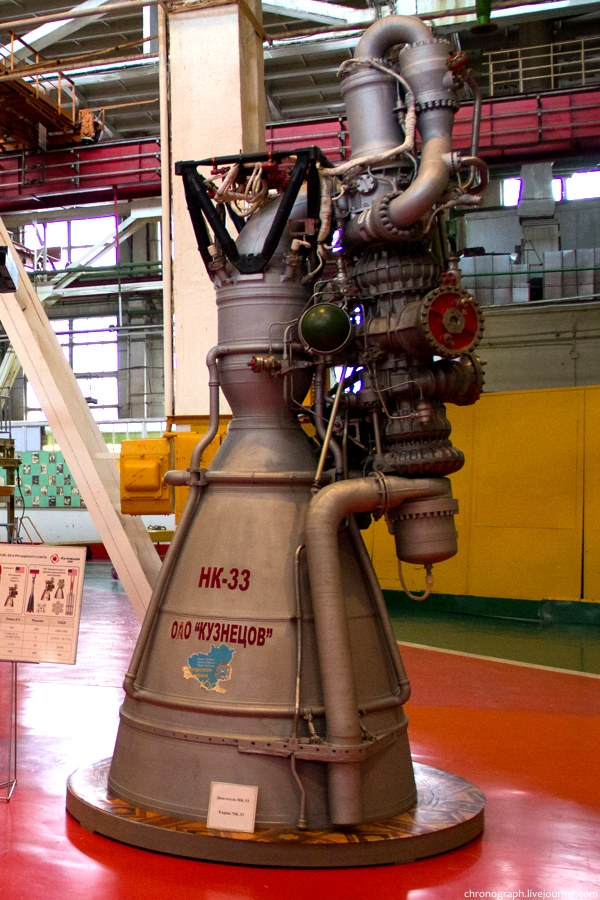
НК-33

Разработан на базе двигателя НК-15, устанавливавшегося на 1-й ступени ракеты-носителя Н-1. После четырёх испытательных полётов Н-1 (с использованием НК-15), завершившихся авариями, работы по ней были прекращены, несмотря на то, что была изготовлена следующая ракета с установленными двигателями НК-33, отличавшимися возможностью проведения многократных огневых испытаний и увеличенным ресурсом. Некоторые экземпляры НК-33 наработали в общей сложности до 14 тыс. секунд. Двигатель НК-33 имеет чрезвычайно высокую надёжность — 999,4. «Николай Дмитриевич Кузнецов в своё время решил это доказать, были проведены длительные испытания до отказа. НК-33 отработал без съёма со стенда 16 пусков, наработал 15 тысяч секунд»

## Собственники и руководство
В 2007 году крупнейшими акционерами являлись Российский фонд федерального имущества (60 %), самарский предприниматель Алексей Леушкин (16 %) и ИК «Газинвест» (7,6 %), остаток акций принадлежал физическим и юридическим лицам.
В первом квартале 2008 года была завершена сделка по продаже акций Алексея Леушкина (21,6 %) государству в лице Оборонпрома.
Сумма сделки составила 4 млн долларов.
В сентябре 2007 года был уволен директор Сергей Тресвятский, и. о. руководителя назначен главный конструктор предприятия Дмитрий Геннадьевич Федорченко.
В 2006 году объём выпуска составлял 969 млн рублей.